# Samuel Armenteros
Kristiano Samuel Armenteros Núñez Mendoza Jansson (*  27. Mai 1990 in Göteborg) ist ein schwedischer Fußballspieler, der beim Shenzhen Peng City FC unter Vertrag steht und vorrangig als Mittelstürmer eingesetzt wird.

## Karriere
Armenteros, der auch die kubanische Staatsbürgerschaft hat, ist in der Göteborgschen Pfarrei Masthugg geboren und spielte als Jugendlicher in seiner schwedischen Heimat für Azalea BK, Husqvarna FF und Örgryte IS, ehe er in die Niederlande kam. Seit 2006 stand er beim SC Heerenveen unter Vertrag, schaffte jedoch nicht den Sprung in die erste Mannschaft. Am 13. August 2009 verpflichtete ihn Heracles Almelo, für die er am 28. November 2009 in der Eredivisie debütierte; er wurde gegen Roda JC Kerkrade in der 77. Minute für Bas Dost eingewechselt. In der Rückrunde kam er regelmäßig zum Einsatz und erzielte drei Tore in der Liga, das erste davon am 27. März 2010 bei einer 2:3-Niederlage bei AZ in Alkmaar.
Nachdem Bas Dost zur Saison 2010/11 zum sc Heerenveen gewechselt war, übernahm Armenteros im Wechsel mit Glynor Plet dessen Rolle in der Sturmspitze. In dieser Spielzeit kam er in 32 Spielen der Eredivisie auf acht Treffer. In der folgenden Saison 2011/12 spielten die beiden oft gemeinsam im Sturm, wobei Armenteros auf die Flügel auswich. Heracles wurde in der Liga nach den Plätzen sechs und acht in den Vorsaisons nur Zwölfter, konnte jedoch das Pokalfinale gegen PSV erreichen.
Plet wechselte zur Saison 2012/13 zum FC Twente; Armenteros übernahm wieder allein den Platz in der Sturmspitze und erzielte in den ersten 14 Saisonspielen acht Treffer sowie beide Tore beim Pokalsieg der dritten Runde gegen Sparta Rotterdam. In der Winterpause wechselte er zum belgischen Erstligisten RSC Anderlecht, konnte sich dort jedoch nicht durchsetzen. In drei Einsätzen trug er einen Treffer zur Meisterschaft bei. Nach zwei Spielen der Saison 2013/14 wurde der 1,79 große Stürmer während der Sommer-Transferperiode vom Ehrendivisionär Feyenoord Rotterdam für den Rest der Spielzeit ausgeliehen. In der Saison 2014/15 folgte ein weiteres Leihgeschäft an den Ehrendivisionär Willem II Tilburg. In der Saison 2015/16 spielte Armenteros in Aserbaidschan für Qarabağ Ağdam und wurde dort Meister und Pokalsieger. 2016 kehrte er zu Heracles Almelo zurück.
Im Sommer 2017 wechselte Armenteros zu Benevento Calcio. Im Januar 2018 wurde er an die Portland Timbers verliehen und zwei Jahre später an den FC Crotone. Im Oktober 2020 wechselte  er in die Vereinigten Arabischen Emirate zu al-Fujairah SC.  Nachdem er in der zweiten Hälfte des Jahres 2021 vereinslos war, unterzeichnete er Ende Januar 2022 erneut einen Vertrag bei Heracles Almelo. Im August 2023 folgte ein weiterer Wechsel in die Saudi Pro League zu Al-Kholood. Von dort wechselte Armenteros schließlich im Ende Februar 2024 zu Shenzhen Peng City.

## Nationalmannschaft
Im Jahr 2013 kam Armenteros für sein Heimatland Schweden in der Qualifikation zur U-21-Europameisterschaft zum Einsatz. In sieben Spielen erzielte er ein Tor. 2017 bestritt er zwei Partien für die A-Nationalmannschaft und erzielte dabei ein Tor.

## Erfolge
- Belgischer Meister: 2013, 2014
- Belgischer Superpokalsieger: 2014
- Aserbaidschanischer Meister: 2016
- Aserbaidschanischer Pokalsieger: 2016